# K2
|  | Per a altres significats, vegeu «K. 2». |

El K2, amb 8.611 metres, és la segona muntanya més alta del món després de l'Everest. És al Karakoram, una secció de la serralada de l'Himàlaia, a la frontera entre la Xina i el Pakistan, dins la disputada regió del Caixmir, pretesa per l'Índia com a part integral del seu estat. Les autoritats xineses es refereixen al K2 com a Qogir. Aquest nom es deriva del terme Chogori, un nom sintètic de dues paraules baltis, chhogo ('gran') i ri ('muntanya'), construït al segle xx pels exploradors occidentals. El terme Chogori no s'usa localment, ja que la muntanya no és visible des dels llocs en els quals s'aventuraven els habitants de la zona i, per tant, no té nom local. Els baltis no utilitzen cap altre nom que no sigui K2, que pronuncien 'Ketu'. Altres noms que s'han donat, sense èxit, a la muntanya han estat Mount Godwin-Austen, K13, Mount Akbar o Lamba Pahar.
El K2 fa de frontera entre el Pakistan i la Xina. La part sud del K2 es troba als Territoris del Nord o Gilgit-Baltistan, al nord de la Glacera de Baltoro, a la zona del Caixmir administrat pel Pakistan. La part nord es troba a la Xina.
El K2 també és conegut popularment com la muntanya salvatge després que George Bell —un escalador de l’expedició estatunidenca de 1953— digués als periodistes: "És una muntanya salvatge que intenta matar-te". De les cinc muntanyes més altes del món, K2 és la més mortal; aproximadament una persona mor a la muntanya per cada quatre que arriben al cim. També es coneix ocasionalment com la muntanya Godwin-Austen, altres sobrenoms per a K2 són El rei de les muntanyes i la muntanya dels muntanyencs, així com La muntanya de les muntanyes després que el destacat escalador italià Reinhold Messner titulés igual el seu llibre sobre K2.

## Nom

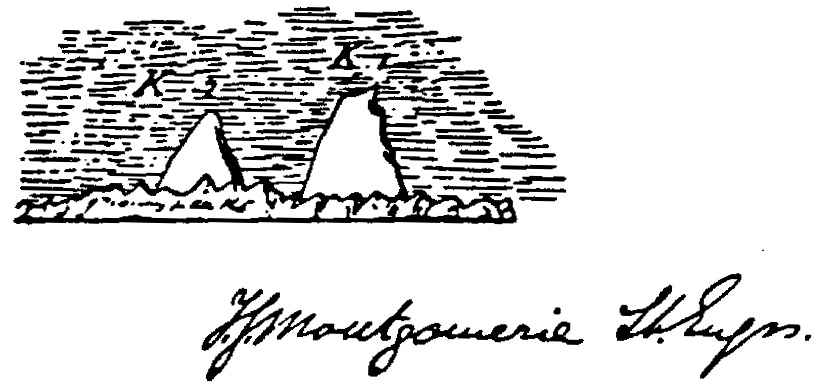
L'esbós original de Thomas George Montgomerie montgomerie de 1856 en què va aplicar la notació K2

El nom K2 deriva de la notació utilitzada pel Gran Projecte de Topografia Trigonomètrica de les Províncies de l'Índia Britànica. Thomas Montgomerie va fer la primera prospecció del Karakoram des del mont Haramukh, uns 210 km al sud, i va dibuixar els dos cims més destacats, etiquetant-los K1 i K2, on la K significa Karakoram.
La política del Great Trigonometrical Survey era utilitzar noms locals per a les muntanyes sempre que fos possible. L'excepció més òbvia d'aquesta política és l'Everest, ja que el nom tibetà Chomolungma (Qomolongma) probablement es coneixia, però es va ignorar com a tribut a George Everest. i es va trobar que K1 era conegut localment com Masherbrum. K2, però, semblava no haver adquirit un nom local, possiblement a causa de la seva llunyania. La muntanya no és visible des d’Askole, un dels assentaments més alts en el camí cap a la muntanya, ni des de l'habitació més propera al nord. El K2 només s'albira fugaçment des del final de la Glacera de Baltoro, més enllà de la qual poca gent local s'hauria aventurat. El nom Chogori, derivat de dues paraules balti, chhogo ཆོ་གྷའོ་ ("gran") i ri རི ("muntanya") (چھوغوری) s'ha suggerit com a nom local, però evidència de la seva generalització. l'ús és escàs. Pot haver estat un nom compost inventat pels exploradors occidentals o simplement una resposta perplexa a la pregunta "Com es diu?" Tanmateix, constitueix la base del nom Qogir (simplified Chinese ) pel qual les autoritats xineses es refereixen oficialment al cim. S'han suggerit altres noms locals, com ara Lamba Pahar ("Muntanya alta" en urdú) i Dapsang, però aquests no s'utilitzen àmpliament.
Com que la muntanya no tenia un nom local, es va suggerir el nom de Mont Godwin-Austen, en honor a Henry Godwin-Austen, un dels primers exploradors de la zona. Tot i que el nom va ser rebutjat per la Royal Geographical Society, va ser utilitzat en uns quants mapes i es continua fent servir ocasionalment.
Per tant, la marca de l'agrimensor, K2, continua sent el nom amb què es coneix comunament la muntanya. Ara també s'utilitza en la llengua balti, representada com a  Kechu o Ketu (Balti urdú: کے ٹو ). L'escalador italià Fosco Maraini va argumentar en el seu relat de l'ascens del Gasherbrum IV que si bé el nom de K2 deu el seu origen a l'atzar, la seva naturalesa impersonal i retallada és molt adequada per a una muntanya tan remota i desafiant. Va concloure que era:
| « | ...només els ossos nus d'un nom, tot roca i gel, tempesta i abisme. No fa cap intent de sonar humà. Són àtoms i estrelles. Té la nuesa del món abans del primer home, o del planeta cenyit després de l'últim | » |

André Weil va anomenar les superfícies K3 en matemàtiques en part per la bellesa de la muntanya K2.

## Entorn geogràfic

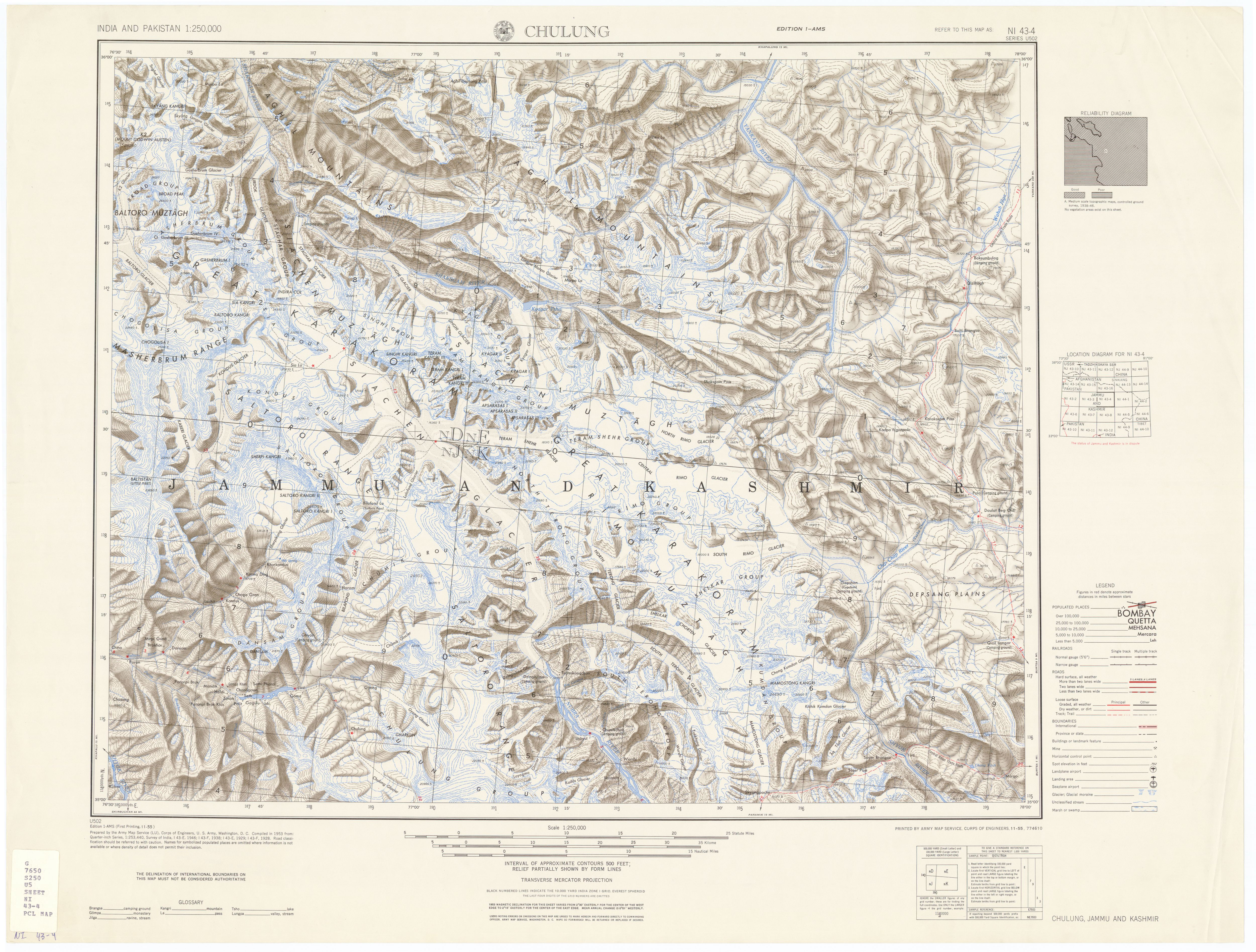
Mapa que inclou K2 (etiquetat com a’‘K2 (MOUNT GODWIN AUSTEN) a la cantonada superior esquerra del mapa) (AMS, 1953)

El K2 es troba al nord-oest de la serralada de Karakoram. Es troba a la regió de Baltistan de Gilgit-Baltistan, Pakistan, i al comtat autònom de Taxkorgan Tajik de Xinjiang, Xina. La conca sedimentària del Tarim limita amb la serralada al nord i l’Himàlaia Menor al sud. Les aigües de fusió de les glaceres, com les del sud i l'est de K2, alimenten l'agricultura a les valls i contribueixen significativament al subministrament regional d'aigua dolça.
K2 ocupa el lloc 22 per prominència topogràfica, una mesura de l'alçada independent d'una muntanya. Forma part de la mateixa àrea estesa d'elevació (incloent el Karakoram, l'altiplà tibetà i l'Himàlaia) que l'Everest, i és possible seguir un camí des del K2 fins a l'Everest que no baixa de 4594 metres, al Kora La, a la frontera entre Nepal i Xina, al Regne de Mustang Lo. Molts altres pics molt inferiors a K2 són més independents en aquest sentit. No obstant això, és el cim més destacat de la serralada del Karakoram.
K2 destaca pel seu relleu local així com per la seva alçada total. Té més de 3000 metres per sobre de gran part dels fons de la vall glacial a la seva base. És una piràmide constantment escarpada, que cau ràpidament en gairebé totes les direccions. El vessant nord és el més costerut: allà s'eleva més de 3200 metres per sobre de la glacera K2 (Qogir) en només 3000 metres de distància horitzontal. En la majoria de direccions, aconsegueix més de 2800 metres de relleu vertical en menys de 4000 metres.
Una expedició de 1986 dirigida per George Wallerstein va fer una mesura inexacta demostrant que K2 era més alt que l'Everest i, per tant, la muntanya més alta del món. L'any 1987 es va fer una mesura corregida, però aleshores l'afirmació que K2 era la muntanya més alta del món ja s'havia convertit en molts informes i treballs de referència.

## Alçada
L'alçada del K2 indicada en mapes i enciclopèdies és 8611 metres. L'estiu de 2014, es va organitzar una expedició pakistanesa-italiana al K2, anomenada K2 60 Years Later, per commemorar el 60è aniversari de la primera ascensió del K2. Un dels objectius de l'expedició era mesurar amb precisió l'alçada de la muntanya mitjançant la navegació per satèl·lit. L'alçada del K2 mesurada durant aquesta expedició va ser 8609,02 metres.

## Geologia
Les muntanyes de K2 i Broad Peak, i la zona cap a l'oest fins als trams inferiors de la glacera Sarpo Laggo, consisteixen en roques metamòrfiques, conegudes com a Gneis K2, i part del Complex Metamòrfic de Karakoram. El Gneis K2 consisteix en una barreja d’ortogneis i paragneis ric en biotita. A la cara sud i sud-est de K2, l'ortogneis consisteix en una barreja d'una plagioclasa fortament foliada - gneis d'hornblenda i un ortogneis de biotita-hornblenda -K-feldespat, que ha estat introduït per dics leucogranítics granat - mica. En alguns llocs, els paragneis són psamites amb clinopiroxè -cornblenda, Marbre marbres granat (grossular) -diòpsid i fil·lits de biotita- grafit. A prop del monument als escaladors que han mort al K2, a sobre del camp base a l'esperó sud, hi ha marbres prims impurs amb quarsites i mica esquists, anomenats seqüència de Gilkey-Puchoz, entre bandes dins dels ortogneis. A la cara oest del Broad Peak i a l'esperó sud del K2, els dics de lampròfir, que consisteixen en vogesites i Lampròfir minetes de clinopiroxè i biotita- porfirítica, han intruït el gneis K2. El gneis K2 està separat de les roques sedimentàries i metasedimentàries circumdants del complex metamòrfic de Karakoram circumdant per falles normals. Per exemple, una falla separa el gneis K2 de la cara est de K2 de les calcàries i les pissarres que comprenen el proper Skyang Kangri. Anàlisis geoquímiques del Gneiss K2 demostren que es tracta d'un granit metamorfosat, més antic, del Cretaci, pre-colisional. El precursor granític (protòlit) del gneis K2 es va originar com a resultat de la producció de grans cossos de magma per una zona de subducció que es trobava cap al nord al llarg del que era el marge continental d'Àsia en aquell moment i la seva intrusió com a batòlits a la seva escorça continental inferior.. Durant la col·lisió inicial de les plaques d'Àsia i l'Índia, aquest batòlit granític va ser enterrat a una profunditat d'uns 20 km o més, molt metamorfosats, molt deformats i parcialment refós durant el període eocè per formar gneis. Més tard, el Gneis K2 va ser introduït per dics de leucogranit i finalment exhumat i aixecat al llarg de falles importants d'empenta durant el temps posterior al Miocè. El K2 Gneis va quedar exposat quan tota la gamma K2-Broad Peak-Gasherbrum va experimentar un ràpid augment amb el qual les taxes d'erosió no han pogut seguir el ritme.

## Història

### Primers reconeixements
La muntanya fou registrada el 1856 per un equip topogràfic europeu dirigit pel britànic Henry Haversham Godwin-Austen. Thomas G. Montgomery, membre de l'equip l'anomenà "K2" per ser el segon pic del Karakoram. Les altres muntanyes importants foren anomenades, originàriament, K1, K3, K4 i K5, però posteriorment foren rebatejades, respectivament, com a Masherbrum, Broad Peak, Gasherbrum II i Gasherbrum I.
El primer intent seriós d'ascensió fou organitzat el 1902 per Oscar Eckstein i Aleister Crowley però, després d'uns quants intents, cap membre de l'expedició aconseguí fer cim. Dels 68 dies passats al K2 (en aquell moment un rècord de permanència en alçada) sols 8 foren de bon temps. El 1909, una expedició dirigida per Lluís Amadeu de Savoia-Aosta, Duc dels Abruzzos, aconseguí pujar fins als 6.666 metres, pel que avui coneixem com a esperó dels Abruzzos, part de la via normal d'ascensió. Aquesta expedició fou documentada pel fotògraf Vittorio Sella. Altres intents van acabar sense èxit el 1934, 1938, 1939 i 1953.

### Primera ascensió
Una expedició italiana, dirigida per Ardito Desio i finançada pel Consell Nacional Italià per a la Investigació i el Club Alpí Italià reeixí portar dos expedicionaris al cim. Una aproximació massa lenta i el mal temps els va impedir muntar el camp VIII, a 7.820 m, fins a la fi de juliol. El 31 de juliol de 1954 Lino Lacedelli i Achille Compagnoni aconseguiren fer el segon cim més alt de la Terra a les sis de la tarda. En aquesta expedició hi anava el famós, i aleshores joveníssim, escalador italià Walter Bonatti, el qual va ser acusat de fer perillar el cim dels seus dos companys. Posteriorment s'ha demostrat tot el contrari: que va arriscar la pròpia vida per fer arribar unes bombones d'oxigen que necessitaven els seus companys per poder arribar al cim i retornar al darrer camp amb seguretat. El dramàtic bivac a 8.000m que van haver de fer Bonatti i Amir Mehdi, el hunza que el va ajudar a pujar les bombones, en un graó, d'1m d'amplada per 60 cm de profunditat, tallat al pendent de gel a cops de piolet, va marcar una fita en la història de l'escalada a l'Himàlaia.

### Altres ascensions
Cal esperar 23 anys, fins al 9 d'agost de 1977 per veure la segona ascensió al K2, a càrrec de l'expedició dirigida per Ichiro Yoshizawa. En ella hi havia Ashraf Amman el primer escalador pakistanès en fer el cim. L'expedició va pujar per l'Esperó dels Abruzzos i emprà 1.500 portejadors per aconseguir l'objectiu.
El 1978 es produí la tercera ascensió, en aquest cas per una nova ruta, la llarga aresta est. Aquesta ascensió fou dirigida pel estatunidenc James Whittaker.
També és destacable la primera ascensió per l'aresta nord, per la part xinesa de la muntanya, el 14 d'agost de 1982, per part d'una expedició japonesa dirigida per Iso Shinkai i Masatsugo Konishi.
La primera ascensió fenemina es produirà el 1986, quan la polonesa Wanda Rutkiewicz faci el cim.
El 24 de juny de 1994 Joan Tomàs, junt als bascos Juan Oiarzabal i els germans Alberto i Félix Iñurrategui, farà la primera ascensió catalana del K2.
Carlos Soria Fontán es va convertir l'any 2004 en la persona de més edat de tota la història en assolir el cim del K2, als 65 anys.
El 17 d'agost de 2004 Jordi Corominas aconseguirà fer el cim tot seguint la via Magic Line. Corominas anava acompanyat per Òscar Cadiach i Manel de la Matta, els quals hagueren de renunciar. En el descens en Manel de la Matta va morir i les seves despulles van ser enterrades al Memorial del Camp Base de la muntanya.
Avui en dia la muntanya ha estat escalada per totes les arestes. Tot i ser una muntanya més baixa que l'Everest es considera que és molt més difícil de pujar per culpa de la seva climatologia i una major altura comparativa respecte al terreny circumdant.
Una clara mostra és el que passà el 1986, quan tretze muntanyencs de diferents expedicions van morir en una de les pitjors tragèdies de l'alpinisme modern, en el que va ser anomenada la Tragèdia del K2.
Una nova tragèdia ocorregué l'1 d'agost de 2008, quan el despreniment d'un serac a la zona del Coll de l'Ampolla (a 400 m del cim) va provocar una allau que s'endugué 2 alpinistes i les cordes fixes per les quals havien de descendir els que havien fet el cim. Aquest fet va deixar un grup d'alpinistes tota la nit a la intempèrie a més de 8.000 metres d'altitud, a la qual cosa sembla que no van poder sobreviure. En total, hi van perdre la vida 12 alpinistes (2 dels quals estaven intentant rescatar als altres) als quals s'hi ha de sumar 2 desapareguts. Segons els testimonis, els morts foren tres sud-coreans, dos nepalesos, dos pakistanesos, un serbi, un noruec, un irlandès i un francès.
El 16 de gener del 2021 una expedició nepalí aconseguí ser la primera ascensió hivernal, el mateix dia que l'alpinista català Sergi Mingote perdé la vida en una caiguda, mentre tornava al camp base després d'arribar al campament 3 per preparar la ascensió de la muntanya sense oxigen.

## Bibliografiа addicional
- Searle, M. P.. John Wiley & Sons. Geological Map of the Central Karakoram Mountains. scale 1: 250,000, 1991.
- Searle, M. P.. John Wiley & Sons. Geology and Tectonics of the Karakoram Mountains, 1991, p. 358. ISBN 978-0471927730.
- Maraini, Fosco. Hutchinson. Karakoram: the ascent of Gasherbrum IV, 1961.
- Curran, Jim. Hodder & Stoughton. K2: The Story of the Savage Mountain, 1995, p. 25. ISBN 978-0340660072.
- Francis Younghusband, The Heart of a Continent, 1896, (Yakushi Y27)
- Martin Conway, Climbing and Exploration in the Karakoram Himalayas, 1894, (Yakushi C336a)
- Oscar Eckenstein, The Karakorams and Kashmir Himalayas, 1896, (Yakushi E10)
- Aleister Crowley, The Confessions of Aleister Crowley, 1969.
- Jules Jacot-Guillarmod, Six Mois dans l'Himalaya, le Karakorum et l'Hindu-Kush., 1904, (Yakushi J17)
- Filippo De Filippi, La spedizione nel Karakoram e nell'Imalaia occidentale, 1912, (Yakushi F71a) Karakorum and Western Himalaya (Yakushi F71b)
- Mirella Tenderini i Michael Shandrick, The Duke of Abruzzi: An Explorer's Life, 1977.
- Aimone di Savoia-Aosta i Ardito Desio, La Spedizione Geografica Italiana al Karakoram, 1936, (Yakushi S670)
- Eric Shipton, Blank on the map, 1938, (Yakushi S432)
- Charles Houston i Bob Bates, Five Miles High, 1939, (Yakushi B165)
- Andrew Kauffman i William Putnam, K2; The 1939 Tragedy, 1992, (Yakushi K66)
- Fritz Wiessner, K2, Tragödien und Sieg am Zweithöchsten Berg der Erde, 1955, (Yakushi W152)
- Jennifer Jordan, The Last Man on the Mountain: The Death of an American Adventurer on K2, 2010.
- Charles Houston i Bob Bates, K2, The Savage Mountain, 1954, (Yakushi H429a)
- Charles Houston, Bob Bates i George Bell, K2, 8611m, 1954, (Yakushi H430)
- Mohammad Ata-Ullah, Citizen of Two Worlds, 1960. (Yakushi A284)
- Walter Bonatti, The Mountains of My Life, 2001.
- Walter Bonatti, Processo al K2, 1985, (Yakushi B453)
- Walter Bonatti, K2. La verità. 1954-2004, 2005.
- Achille Compagnoni, Uomini sul K2, 1958, (Yakushi C328)
- Achille Compagnoni, Tricolore sul K2, 1965, (Yakushi, C329)
- Achille Compagnoni, K2: conquista italiana tra storia e memoria, 2004.
- Ardito Desio, Ascent of K2. Second Highest Peak in the World, 1955, (Yakushi D167b)
- Ardito Desio, Libro Bianco, 1956, (Yakushi D168)
- Mario Fantin, Sogno Visuto, 1958, (Yakushi F10)
- Lino Lacedelli i Giovanni Cenacchi, K2: The Price of Conquest, 2006.
- Robert Marshall, K2. Lies and Treachery, 2009.
- Galen Rowell, In the Throne Room of the Mountain Gods, 1977, (Yakushi R366)
- Bernard Mellet, K2. La victoire suspendu, 1980, (Yakushi M307)
- Reinhold Messner i Alessandro Gogna, K2, Mountain of Mountains, 1981, (Yakushi M340c)
- John Barry, K2, Savage Mountain, Savage Summer, 1987, (Yakushi B135)
- Benoît Chamoux, Le Vertige de l'Infinie, 1988, (Yakushi C125)
- Jim Curran, K2, Triumph and Tragedy., 1987, (Yakushi C405a)
- Anna Czerwińska, Groza wokół K2, 1990, (Yakushi C420)
- Kurt Diemberger, The Endless Knot: K2, Mountain of Dreams and Destiny, 1991, (Yakushi D234d)
- Jim Haberl, K2, Dreams and Reality, 1994.
- Graham Bowley, No way down - Life and death on K2, 2010.
- Marco Confortola, Giorni di ghiaccio. Agosto 2008. La tragedia del K2, 2009.
- Freddie Wilkinson, One Mountain Thousand Summits, 2010.
- McDonald, Bernadette. The Mountaineers Books. Brotherhood of the Rope – The Biography of Charles Houston, 2007. ISBN 978-0-89886-942-2.
- Fulvio Campiotti, K2, 1954, (Yakushi C36)
- Kurt Diemberger i Roberto Mantovani, K2. Challenging the sky, 1995.
- Heidi Howkins, K2: One Woman's Quest for the Summit, 2001.
- Maurice Isserman i Stewart Weaver, Fallen Giants: A History of Himalayan Mountaineering from the Age of Empire to the Age of Extremes, 2008.
- Dušan Jelinčič, Zvezdnate noči (Starry Nights), 2006.
- Jennifer Jordan, Savage Summit: The True Stories of the First Five Women Who Climbed K2, 2005.
- Jon Krakauer, Eiger Dreams: Ventures Among Men and Mountains, 1997.
- Kenneth Mason, Abode of Snow, 1955, (Yakushi M214a)
- Reinhold Messner, K2 Chogori. La grande montagna, 2004.
- Greg Mortenson i David Oliver Relin, Three Cups of Tea: One Man's Mission to Promote Peace... One School at a Time, 2007.
- Mustansar Hussain Tarrad, K2 Kahani, 2002.
- Ed Viesturs, No Shortcuts to the Top: Climbing the World's 14 Highest Peaks, 2007.
- Ed Viesturs, K2: Life and Death on the World's Most Dangerous Mountain, 2010.